# Typhlocharis sarrius
Typhlocharis sarrius is een keversoort uit de familie van de loopkevers (Carabidae). De wetenschappelijke naam van de soort is voor het eerst geldig gepubliceerd in 2001 door A. Serrano & Aguiar.